# KYMA Ambiente
KYMA Ambiente è la principale azienda municipalizzata che gestisce i servizi pubblici di raccolta nettezza urbana e decoro della città di Taranto. La società è interamente partecipata dal comune stesso.
Fa parte della KYMA Holding.

## Storia
L'azienda è stata costituita nel 1974, con il nome di AMNU.
Ha subito notevoli cambiamenti nell’assetto organizzativo e societario, Dopo il cambio di nome, nel 1995, mutato in AMIU, diventa inizialmente “azienda speciale” e il 16 settembre 2005, con la delibera n. 80, il Consiglio Comunale di Taranto ha trasformato l'AMIU in società per azioni.
Dal 1º dicembre 2022, in conseguenza alla raccolta di più servizi oltre al trasporto pubblico urbano, come i pagamenti delle idrovie, pagamenti dei parcheggi ed altri servizi, il nome muta in KYMA Ambiente .
Attualmente, gestisce la raccolta della nettezza e il decoro della città attraverso i messi mezzi a disposizione nell'autoparco, coincidente con quello che era della ex AMIU di Taranto.

## Sedi
La sede è ubicata in Piazza Pertini n. 4 nel quartiere Paolo VI della città di Taranto, mentre l'autoparco si trova in via Cesare Battisti n. 643 nella città di Taranto.